# Puckelpist

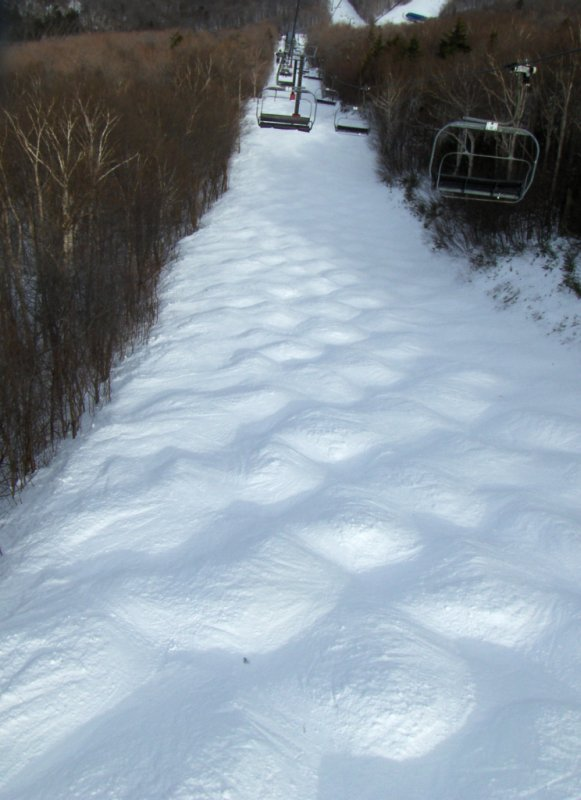
Puckelpist.

Puckelpist är en utförsskidåkningsgren som består av en backe med pucklar och två hopp. Pucklarna, hoppen och landningarna byggs med hjälp av en pistmaskin. Därefter skottas och trampas pucklarna för att få rätt form och lutning.  Puckelpist är vinterolympisk gren sedan 1992.
I puckelpist består av en kombination av fart, teknik och hopp. På den maximalt 270 meter långa banan får det finnas hur många pucklar som helst med valfritt antal meter mellanrum och 2 följda av varandra, sammanlagt 8 kickar (4 olika spår som åkarna själv får välja mellan) kickar/hopp ur vilken åkarna hoppar cirka 10-15 meter långa hopp.
Backen skall enligt gällande FIS-regler vara 10 % puckel / hopp med 16 meter landning / 75 % puckel / hopp med 16 meter landning / 15 % puckel. Hoppen får maximalt vara 0,6 meter höga från transition.
Man tävlar både individuellt och i parallellt. Puckelpist är både en bedömningssport och en sport på tid. Poängen består av 20 % tid, 20 % hopp och 60 % teknik. Hoppen bedöms i poängskalan 0,1 - 10,0 och det sitter två domare och dömer hoppen. Varje hopp har en egen svårighetsgrad som man sedan multiplicerar med poängen för utförandet för hoppet. Tekniken bedöms på poängskalan 0,1 - 20,0 poäng och i världscupsammanhang sitter det 5 teknikdomare vilket det sämsta och bästa resultatet tas bort. Sedan adderas poängen för att ge en total teknikpoäng. 
Tidspoängen räknas ut via en formel beroende på hur lång backen är. Då får man ut en Pace-tid, och beroende på om man kör snabbare eller saktare får man en ökning varav max poäng är 20.0 och lägsta möjliga är 0,0. Pojkar ska åka på en hastighet på en ungefärlig hastighet 10 m/s och flickor 8,5 m/s. Den maximala poängen man kan få är 100,0 men oftast så ligger man i världscupsammanhang på en vinnarpoäng på dryga 80 poäng.

## Skador
Knäna tar mycket stryk i puckelpist om man har fel teknik vid "dämpning" av pucklarna eller vid landningen av hopp. Hoppen som puckelpiståkarna utför kan anses vara farliga. Men de är väl intränade under säkra förhållanden vilket håller skadorna borta under tävlingarna.

### Fotnoter
1. ↑  Peter Lindvall (24 februari 2016). ”Experten om svåra knäskadorna”. Norrländska socialdemokraten. http://www.nsd.se/sport/experten-om-svara-knaskadorna-9883561.aspx. Läst 9 april 2016.